# Otto von Schrader
Otto von Schrader (* 18 de marzo de 1888 en Lyck; † 19 de julio de 1945 en Bergen, Noruega) fue un marino alemán que llegó al rango de almirante en la Segunda Guerra Mundial.

## Vida

### Marina Imperial
Schrader ingregó el 1 de abril de 1906 como guardiamarina en la Marina Imperial, superando su formación naval en el crucero-fragata SMS Stosch y en la Escuela Naval, donde el 6 de abril de 1907 ascendió a alférez de fragata. Terminados los estudios, fue destinado al navío de línea SMS Zähringen, donde el 30 de septiembre de 1909 ascendió al grado intermedio de Leutnant zur See. A partir del 21 de septiembre de 1910 Schrader sirvió durante un año a bordo del acorazado tipo Dreadnought SMS Rheinland, antes de pasar como oficial de compañía a la 2.ª División de Torpederos. El 19 de septiembre de 1912 ascendió a alférez de navío y fue destinado como oficial de guardia a los torpederos G 112 y G 107.
El 31 de marzo de 1914 fue destinado a Constantinopla como primer oficial del buque especial SMS Loreley, y tras estallar la Primera Guerra Mundial se le dio a Schrader por breve tiempo el mando de un buque de apoyo de la División del Mediterráneo. Una vez traspasado el buque a la Armada otomana, Schrader quedó como oficial naval otomano al mando de la Flotilla de Torpederos del Bósforo del 4 de septiembre de 1914 al 31 de marzo de 1916. Luego regresó a Alemania y siguió un curso de instrucción en la Escuela de Submarinos. no la había terminado cuando le nombraron, el 18 de agosto de 1916, comandante submarino SM UB 28, mando que dejó el 25 de septiembre de 1916. Posteriormente fue comandante de los U-Boote SM UB 35, SM UC 31, SM UB 64 y SM U 53. El 26 de abril de 1918 ascendió teniente de navío.

### Reichsmarine y Kriegsmarine
Terminada la guerra, Schrader fue admitido en la Reichsmarine donde sirvió en la 1.ª Semiflotilla de Dragaminas antes de pasar como jefe de compañía a la 5.ª Sección de Artillería Naval en Pillau. Del 15 de junio al 9 de octubre de 1921 trabajó en el estado mayor del Comandante de las Fuerzas Navales del Báltico. Luego fue piloto de altura en el crucero Medusa hasta el 9 de abril de 1923 y después oficial de enlace del Ejército (Reichsheer) en la 6.ª División en Münster/Westfalia. Del 31 de agosto al 17 de septiembre de 1923 quedó a disposición del jefe de la Estación Naval del Mar del Norte, donde hasta el 2 de noviembre de 1924 fue ayudante del Comandante de la Fortaleza de Cuxhaven. Luego fue por breve tiempo primer oficial en el crucero ligero Thetis y desde el 30 de noviembre en el crucero ligero Nymphe. El 18 de mayo de 1925 lo destinaron a la División de entrenamiento naval del Mar del Norte, donde el 12 de septiembre lo nombraron comandante de la 1.ª Sección. Allí ascendió el 1 de abril de 1926 a capitán de corbeta. Del 24 de abril de 1928 al 26 de septiembre de 1929 se hizo cargo de la 2.ª Sección de Artillería Naval en Wilhelmshaven y de allí pasó como primer oficial al navío de línea Hessen, donde le llegó el 1 de febrero de 1931 el ascenso a capitán de fragata. El 10 de octubre de ese año, Schrader quedó a disposición del jefe de la Estación Naval del Báltico. del 26 de septiembre de 1932 al 23 de septiembre de 1934 fue comandante del crucero ligero Königsberg, donde le llegó el 1 de abril de 1933 el ascenso a capitán de navío. Luego fue Comandante de la Fortaleza de Wilhelmshaven. Ascendido a contraalmirante el 1 de abril de 1937, el 1 de octubre siguiente se le nombró segundo almirante de la Estación Naval del Mar del Norte, con el cargo de Comandante de Seguridad del Mar del Norte.
Comenzada la Segunda Guerra Mundial, Schrader ascendió el 1 de noviembre de 1939 a vicealmirante y el 9 de abril de 1940 fue nombrado Almirante de la Costa Occidental de Noruega, con sede en Bergen. Allí ascendió el 1 de marzo de 1942 a almirante. Desde el 1 de febrero de 1943 su cargo se llamó Almirante al Mando de la Costa Occidental de Noruega. Allí permaneció hasta el fin de la guerra y se hizo cargo de la repatriación de las tropas alemanas.
Schrader fue detenido el 17 de julio de 1945 y dos días más tarde se suicidó en la prisión noruega.

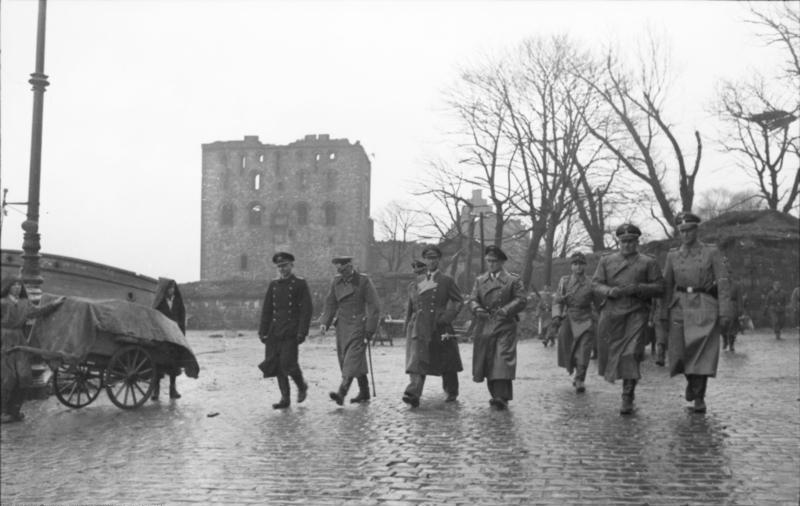
Otto von Schrader (quinto por la izquierda) en Bergen, abril de 1944

## Condecoraciones
- Cruz de Hierro (1914) de 2.ª y 1.ª clase[1]
- Cruz de Caballero de la Real Orden de la Casa de Hohenzollern con espadas[1]
- Medalla de Guerra Submarina (1918)[1]
- Cruz Hanseática de Hamburgo[1]
- Medalla Imtiyaz de Plata con sables[1]
- Medalla Liakat de Plata con sables[1]
- Media Luna de Hierro[1]
- Cruz de Caballero con Corona de la Orden Búlgara del Mérito Militar[1]
- Broche para la Cruz de Hierro de 2.ª y 1.ª clase
- Cruz Alemana de oro, el 20 de noviembre de 1941[2]
- Cruz de Caballero de la Cruz de Hierro el 19 de agosto de 1943[2]